# السوق (المحويت)

تعديل مصدري - تعديل

السوق هي إحدى قرى عزلة العرقوب بمديرية المحويت التابعة لمحافظة المحويت، بلغ تعداد سكانها 206 نسمة حسب تعداد اليمن لعام 2004.